# Betzenweiher
Der Betzenweiher ist ein etwa 0,7 ha großer Mühlweiher beim Weiler Betzenhof der Gemeinde Rosenberg im Ostalbkreis im Nordosten von Baden-Württemberg.

## Lage und Beschreibung
Der Betzenweiher liegt im nördlichen, vom Kieselsandstein (Hassberge-Formation) bedeckten Teil des Unterraums Ellwanger Berge der Schwäbisch-Fränkischen Waldberge. Er wird auf etwa 473 m ü. NHN von Nordosten nach Südwesten von der Blinden Rot durchflossen, die dort noch keine fünf Kilometer lang ist und nach sehr naturnah gewundenem, von Galeriebäumen begleitetem Lauf durch zuletzt ein Feuchtgebiet einmündet; etwa einen Kilometer weiter oben am Lauf durchfließt sie zuvor den größeren Fleckenbachsee.
Der Betzenweiher hat eine Fläche von etwas unter 0,7 ha, ist etwa 160 Meter lang und bis zu 70 Meter breit. Das Einzugsgebiet ist etwa 3,9 km² groß. Über dem Nordwestufer steht der Weiler Betzenhof mit nur vier Hausnummern, längs auf dem Seedamm ein weiteres Gebäude des kleinen Ortes, ein Schuppen, in dem man zuweilen den Sägebaum eines kleinen Sägewerks tanzen sehen kann. Dem Südostufer folgt die Grenze von Rosenberg zur Nachbargemeinde Frankenhardt im Landkreis Schwäbisch Hall, dort grenzt der große Bergwald Harbach an. Gleich unterhalb des Seedamms mündet deren erster längerer Zufluss Kaltenbach von rechts in die Blinde Rot.
Der See liegt in einer nordwestlichen Ausbuchtung des Rosenberger Gemeindegebietes, das, die zwei Ortbereiche darin ausgenommen, zur Gänze zum Landschaftsschutzgebiet Oberes Blinde-Rot-Tal gehört. Es ist ein fast ganz von Wäldern umschlossener, sehr ruhiger Flecken Landschaft, durch den sich nur die sehr verkehrsarme Gemeindestraße vom Frankenhardter Weiler Hirschhof im Norden zum Rosenberger Weiler Willa im Süden und weiter abwärts im Blinde-Rot-Tal zieht. 

### LUBW
Amtliche Online-Gewässerkarte mit passendem Ausschnitt und den hier benutzten Layern: Betzenweiher und Umgebung

Allgemeiner Einstieg ohne Voreinstellungen und Layer: Daten- und Kartendienst der Landesanstalt für Umwelt Baden-Württemberg (LUBW) (Hinweise)
1. ↑  Seefläche nach dem Layer Stehende Gewässer.
2. 1 2  Dimensionen abgemessen auf dem Hintergrundlayer Topographische Karte.
3. ↑  Einzugsgebiet nach dem Layer Basiseinzugsgebiet (AWGN) für ein nur wenig größeres Einzugsgebiet, dessen überständige Anteile auf dem Hintergrundlayer Topographische Karte abgemessen und abgezogen wurden.
4. ↑  Schutzgebiet nach den einschlägigen Layern, Natur teilweise nach dem Layer Biotop.

### Andere Belege
1. ↑  Höhe nach dem 
  - Meßtischblatt 6925 Obersontheim von 1936 in der Deutschen Fotothek
2. ↑  Geologie nach den Layern zu Geologische Karte 1:50.000 auf: Mapserver des Landesamtes für Geologie, Rohstoffe und Bergbau (LGRB) (Hinweise)
3. ↑  Wolf-Dieter Sick: Geographische Landesaufnahme: Die naturräumlichen Einheiten auf Blatt 162 Rothenburg o. d. Tauber. Bundesanstalt für Landeskunde, Bad Godesberg 1962. → Online-Karte (PDF; 4,7 MB)